# Eria moultonii
Eria moultonii är en orkidéart som beskrevs av Henry Nicholas Ridley. Eria moultonii ingår i släktet Eria och familjen orkidéer. Inga underarter finns listade i Catalogue of Life.